# 白际乡
白际乡，是中华人民共和国安徽省黄山市休宁县下辖的一个乡镇级行政单位。

## 行政区划
白际乡下辖以下地区：
白际村、结竹营村和项山村。